# Religión en Brasil
Brasil es un país religiosamente diverso, con tendencia de tolerancia y aceptación entre las diferentes religiones. La población brasileña es mayoritariamente católica debido a la herencia cultural de los portugueses, y de diversas corrientes migratorias a lo largo de la historia.
Por parte de África, obtuvieron costumbres religiosas de pueblos afro-brasileños.
A finales del siglo XIX comenzó a ser divulgado el espiritismo en Brasil, que hoy es el país con mayor número de espiritistas en el mundo. En las últimas décadas la religión protestante ha crecido mucho, siendo así una parte bastante significativa de la población. El judaísmo cuenta con 86.825 fieles, un 0,05% de la población. El número de personas que dicen no tener una religión en 2000 era del 7,4%; grupo superado solo por los católicos y los protestantes.
Muchos practicantes de religiones afro-brasileñas, así como algunos espiritistas, también se denominan católicos y siguen ritos de la Iglesia católica. De forma similar, muchos espiritistas afirman ser cristianos a pesar de no aceptar algunos aspectos importantes del cristianismo tradicional. Ese tipo de tolerancia social con el sincretismo es un marco histórico peculiar de las diversas religiones en el país.
En 2018 la encuesta del Latinobarómetro mostró que el 58.1% de los brasileños era católico, el 25.3% evangélico, el 10.0% ninguno, ateo o agnóstico, el 1.3% practicante de cultos afroamericanos, y el 4.2% seguidor de otras religiones. La encuesta de Datafolha, realizada el 22 y 23 de junio de 2022, produjo el siguiente resultado: católicos 51%, evangélicos 26%, sin religión 12%, adventistas 2%, espíritas 2%, umbandistas 1%, otras religiones 5%.
La reciente encuesta de IPSOS 2023 considera que los católicos son el 38%, los protestantes 29%, otros cristianos 3%, los sin religión 20%, otras religiones 5%, y los que prefieren no decirlo 5%.

## Cristianismo

### Católicos
La principal religión de Brasil desde el siglo XVI ha sido el cristianismo, y predominantemente la Iglesia católica. Esta fue introducida por misioneros que acompañaban a los exploradores y colonizadores portugueses en tierras brasileñas.
Brasil es considerado el mayor país con católicos en el mundo, con un 64,6% de su población declarada católica, acorde al censo nacional del 2010.
Algunas tradiciones populares del catolicismo en Brasil incluyen las peregrinaciones a Nuestra Señora Aparecida, en el lugar donde la virgen hizo su aparición, en la ciudad de Aparecida do Norte, localizada a 168 km de la capital de São Paulo, y acabó volviéndose la Patrona de Brasil. Otro festival que vale la pena mencionar es la Fiesta del Divino en Brasil Central.
Al transcurrir el siglo XX, fue perceptible una disminución en las tradiciones de las diversas religiones. Un visible reflejo de eso es el gran número de los llamados católicos no prácticantes que muchas veces están en desacuerdo con la doctrina moral de la Iglesia cuando estos no apoyan tendencias del mundo contemporáneo, como el relativismo moral y la promiscuidad sexual. En el censo del IBGE del 2000, 40% de los que dijeron ser católicos dijeron también ser no practicantes. Se estima que solo el 25% de la población brasileña asiste frecuentemente a misa.
En la doctrina católica brasileña están presentes tres vertientes principales: 
- El tradicionalista: más conservador y defensor de la ortodoxia.
- Renovación Católica Carismática: el movimiento más reciente y vigoroso.
- Teología de la liberación: que desde la década de 1970 ha formado una especie de izquierda eclesiástica.

### Protestantes evangélicos
Con la llegada de la familia real de Portugal a Brasil y la apertura de las puertas a naciones amigas, a través del Tratado de Comercio y Navegación, comerciantes ingleses establecieron la Iglesia de Inglaterra en 1811. Luego hubo la implantación de otras iglesias de inmigrantes: los alemanes trajeron el Luteranismo en 1824, inmigrantes norteamericanos trajeron la Iglesia bautista y el metodismo, en 1896 se fundó la primera Iglesia Adventista del Séptimo Día. Más tarde, misioneros fundaron la Iglesia Presbiteriana y la Iglesia Congregacional, que ahora forman parte de la vida religiosa en el país.
Hacia 1910 llegaba a Brasil el Pentecostalismo, con la aparición de la Congregación Cristiana en el Brasil y las Asambleas de Dios en Brasil. A partir de 1950, amplios sectores del pentecostalismo experimentaron un extraordinario crecimiento numérico, pero con fuerte influencia de movimientos que enfatizaban supuestas "curas milagrosas" y que generaron grandes cismas denominacionales, organizando nuevas organizaciones tales como: La Iglesia Evangélica Pentecostal "o Brasil para Cristo". También en esta época surgieron otras iglesias, que, no obstante mantener muchas doctrinas y características propias del protestantismo histórico, fueron transformadas profundamente por el pentecostalismo, como por ejemplo, la "Iglesia Presbiteriana Renovada", 
También se encuentra la "Estancia Arvore da Vida" en Sumaré São Paulo donde se hacen Conferencias Cristianas Internacionales e Interdenominacionales donde los mensajes son entregados por Dong Yu Lan.
La década de 1970 presenció el nacer del denominado "movimiento neopentecostal", con nuevas iglesias y movimientos que enfatizaron doctrinas desconocidas para el cristianismo occidental, tales como "la doctrina de la prosperidad" y la "oración fuerte al Espíritu Santo", grupos ampliamente perseguidos como la Iglesia Universal del Reino de Dios, fundada por Edir Macedo, hicieron sus primeras apariciones, con promesas de curas milagrosas, prosperidad, testimonios y cambios vida, atrajo gran parte del pueblo brasilero. Hoy en día es la iglesia brasilera que más crece en el mundo.
Durante los años 80 siguieron naciendo iglesias y movimientos neopentecostales, pero esta vez enfocados específicamente a la clase media y alta, con costumbres más liberales y con menos énfasis en manifestaciones sobrenaturales. Dentro de ellas se puede mencionar a la "Iglesia Renacer en Cristo" y la "Iglesia Evangélica Cristo Vive".
Buena parte de las denominaciones cristianas de origen protestante en Brasil están relativamente libres de sincretismo religioso, y en las últimas décadas han tenido gran desarrollo de sus membresías, llegando a ser actualmente el segundo grupo religioso más numeroso (cuando son considerados en conjunto), sin embargo, sus enormes diferencias internas relativizan su influencia. Algunos estudiosos opinan que la expansión de estos grupos está relacionada al aumento de la influencia cultural norteamericana en Brasil y otros más atrevidos se atreven a proponer que se estaría en presencia de una "conspiración secreta" del gobierno de Estados Unidos, que, siguiendo los lineamientos de los denominados Documentos de Santa Fe, intenta "debilitar el nacionalismo" de base religiosa en Brasil y otros países latinoamericanos, para que no haya "oposición al imperialismo estadounidense" en la región.
Con todo, la gran popularidad del protestantismo brasileño pertenece más bien a grupos pentecostales autóctonos, o a comunidades neo-pentecostales como la"Iglesia Universal del Reino de Dios" O la "Iglesia mundial del poder de Dios", creada por un ex obispo de la iglesia universal del reino de Dios.
Las mayores denominaciones protestantes en Brasil son: las "Asambleas de Dios Brasileña", la "Congregación Cristiana en el Brasil", las iglesias bautistas, las iglesias luteranas, iglesias pentecostales, iglesias neo pentecostales y las iglesias presbiterianas.
Los protestantes, evangélicos y no católicos en general, se concentran sobre todo desde Minas Gerais hasta el sur del país. Grandes centros neopentecostales se ubican en Londrina y las ciudades más grandes, como São Paulo y Río de Janeiro.

## Irreligión
Hasta el pasado reciente Brasil se caracterizaba por tener una población absolutamente religiosa, pero encuestas de años recientes descubren que un 11% de la población se declaran ateos, agnósticos o carentes de religión, y el 2-3% se decanta por no contestar.  De entre todo el espectro religioso, sólo los católicos y evangélicos superan en puntos porcentuales a los que se declaran no religiosos.

## Estadísticas
| Afiliación                                        | % de la Población |
| ------------------------------------------------- | ----------------- |
| Católico/a                                        | 52.8%             |
| Evangélico/a (sin especificar)                    | 22.8%             |
| Ninguna/o                                         | 13.6%             |
| Otra/o                                            | 2.7%              |
| Evangélico/a pentecostal                          | 2%                |
| Cultos afroamericanos, Umbanda, etc.              | 1.8%              |
| No sabe                                           | 0.9%              |
| Protestante                                       | 0.8%              |
| Evangélico/a metodista                            | 0.7%              |
| No responde                                       | 0.5%              |
| Adventistaa/o                                     | 0.3%              |
| Agnóstica/o                                       | 0.3%              |
| Testigo de Jehová                                 | 0.2%              |
| Atea/o                                            | 0.2%              |
| Creyente sin afiliación formal a ninguna religión | 0.1%              |
| Judío/a                                           | 0.1%              |